# 詹氏寡脂鯉
詹氏寡脂鯉，為輻鰭魚綱脂鯉目脂鯉亞目脂鯉科的其中一個種，為熱帶淡水魚，分布於南美洲Grande do Sul河流域，體長可達31公分，棲息在底中層水域，以其他魚類為食，生活習性不明，可做為食用魚。

## 扩展阅读
- 維基物種上的相關：詹氏寡脂鯉